# Mogyoróska
Mogyoróska est un village et une commune du comitat de Borsod-Abaúj-Zemplén en Hongrie.

## Jumelages
Mogyoróska est jumelé avec :
- Debrőd (Debraď) (Slovaquie)